# Saint-Valery
Saint-Valery là một xã ở tỉnh Oise Hauts-de-France phía bắc Pháp. Xã Saint-Valery nằm ở khu vực có độ cao trung bình 180 mét trên mực nước biển.